# Rákóczy
Rákóczy (Rákóczi) är en gammal ungersk ätt. Den kanske mest kända medlemmen är Frans II Rákóczy (Rákóczi). Släkten har under historien ofta haft en anti-Habsburgsk politik.

## Personer
- Sigismund Rákóczy (1544–1608)
- Georg I Rákóczy (1593–1648)
- Georg II Rákóczy (1621–1660)
- Frans I Rákóczy (1645–1676)
- Frans II Rákóczy (1676–1735)